# Shukra

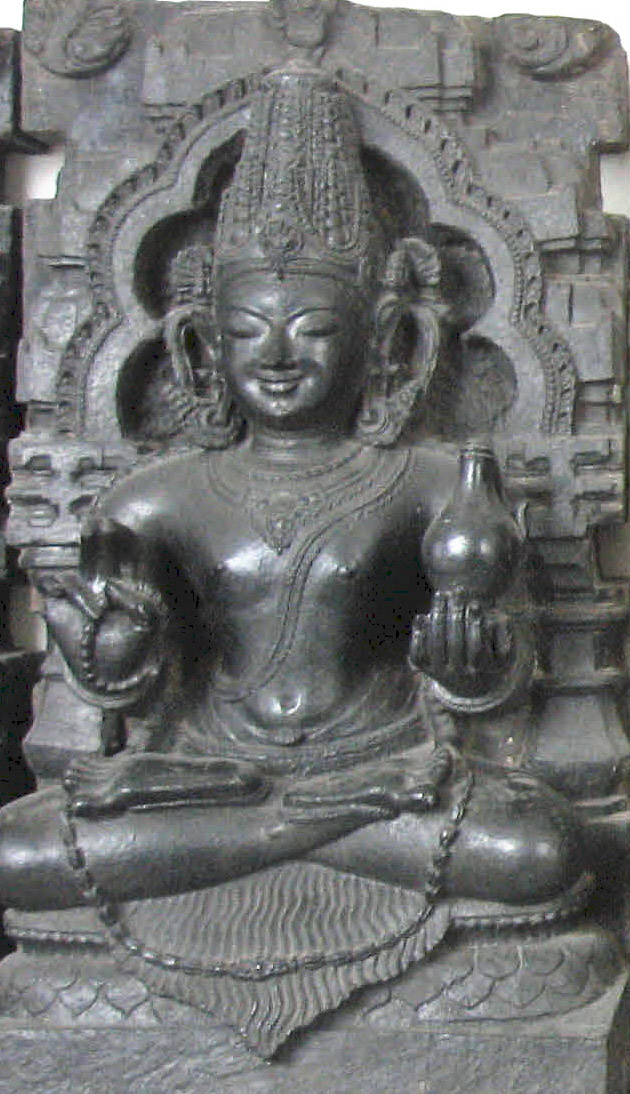
Shukra als Planet Venus

Shukra (Sanskrit शुक्र śukra m. „Glänzender“) oder Ushanas, auch Kavya Ushanas (Sanskrit उशनस् Uśanas m.), ist im Hinduismus ein göttlicher Weiser und der Priester der dämonischen Daityas. In der traditionellen indischen Astronomie gehört er zu den Navagraha, den Neun Planeten, und repräsentiert den nach ihm benannten Planeten (entspricht der Venus).

## Mythos
Die Gestalt von Ushanas in der Mythologie ist komplex und durchlief verschiedene Änderungen. Er gilt als Sohn oder Enkel des Weisen Bhrigu und der Puloma. Die Namen seiner Frauen und Kinder werden nicht einheitlich angegeben.
Im Rigveda, der ältesten Schicht der indischen Mythologie, war Kavya Ushanas ein Freund des Donnergottes Indra. Ushanas unterstützte diesen im Kampf gegen den Dämonen Shushna. Er beschaffte ihm den Donnerkeil Vajra und bewirtete ihn mit dem Rauschtrank Soma.
Nach den Erzählungen im indischen Epos Mahabharata erlangte Ushanas durch harte Askese übernatürliche Fähigkeiten (Siddhis). Mit diesen gelang es ihm, Kubera den Willen und all seine Schätze zu rauben. Shiva, von Kubera um Hilfe gerufen, verschluckte darauf Ushanas, da er ihn nicht zu töten vermochte. Ushanas wanderte nun im Innern Shivas umher und sang dabei Hymnen zum Lobpreis Shivas, der derweilen in tiefer Askese verharrte. Nach unzähligen Jahren gelang es Shukra durch Shivas Penisöffnung ins Freie zu gelangen. Deshalb wird er auch Shukra („glänzend“ und „Sperma“) genannt. Shiva wollte ihn nun töten, aber Uma, Shivas Frau, verbot ihm, diesen zu töten, da der aus Shivas Penis getretene Shukra nun sein und dadurch auch ihr Sohn wäre.
Shukra erlangte dadurch noch größere Fähigkeiten, darunter die Macht, Tote wieder zu beleben. Im Krieg der Götter gegen die Dämonen unterstützte er die letzteren, indem er die Gefallenen wieder zum Leben erweckte.
Nach dem Yogavasishtha sah der junge Shukra im Himmel eine Apsara und verliebte sich in diese. Er stieg in den Himmel auf und gelangte zum Palast Indras. Als er die Angebetete fand, verliebten sich beide und verharrten jahrelang im Liebesspiel, bis beide erschöpft als Tautropfen zur Erde fielen.

## Kauui Usan
Im iranischen Avesta wird zweimal ein Kauui Usan (altpers.: Kay Ūs) erwähnt, der im Shahnameh von Firdausi als mythischer König Kay Kāvūs weiterlebt.
Der avestische Kauui Usan verfügt über wunderbare Kräfte (Yasht 14,39) und gewann die Herrschaft über alle Menschen und Dämonen (Yasht 5,45ff). Der französische Religionsforscher Georges Dumézil verglich die indische Überlieferung um Kavya Ushanas und die iranischen Erzählungen und kam zum Schluss, dass diese mythische Gestalt mindestens indoiranischen Ursprungs sei und möglicherweise auch indogermanische Wurzeln haben könne.
Folgende Parallelen können zwischen Kavya Ushanas einerseits und Kauui Usan, Kay Us und Kavi Kavus andererseits hergestellt werden:
- Fahrt oder Ritt in den Himmel mit späterem Sturz
- außergewöhnlicher Reichtum
- die Fähigkeit übernatürlicher Kräfte, darunter ein Mittel gegen Tod und Alter
- Priesterschaft bzw. Herrschaft über Dämonen